# Réseau Européen Unifié de Nivellement

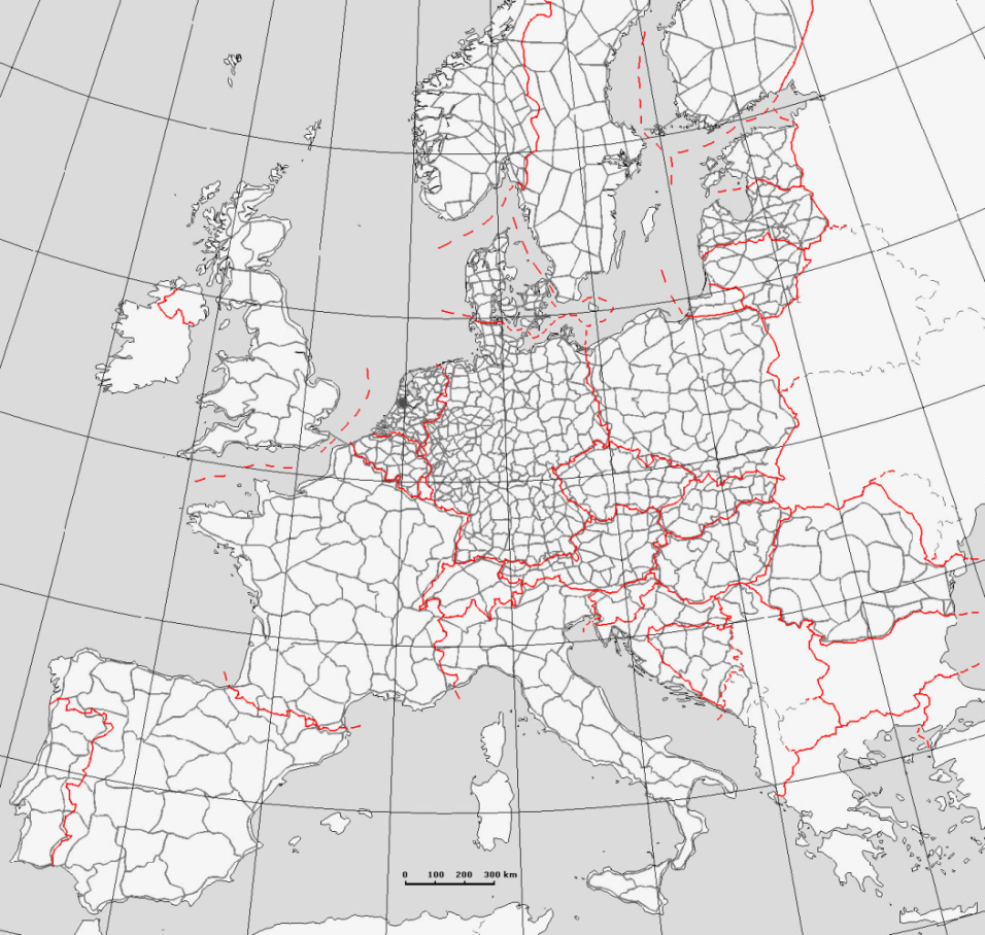
Europäisches Höhennetz in der Version 1995 (UELN-95) mit Staatsgrenzen

Réseau Européen Unifié de Nivellement (REUN; deutsch Einheitliches Europäisches Nivellementsnetz) ist ein übergeordnetes Netz des europäischen Präzisionsnivellements und wurde ab etwa 1955 aus ausgewählten Nivellementlinien erster Ordnung der Staaten Mittel- und Westeuropas gebildet.
Diese Linien hatten zunächst gegenseitige Abstände von 100 bis 200 km, die den Kontinent rasterartig überziehen. Die vermittelnde Ausgleichung erfolgte in nicht in Höhenwerten selbst, sondern durch geopotentielle Koten, um den Einfluss des Schwerefeldes streng zu berücksichtigen. Die Genauigkeit des Höhennetzes beträgt kontinentalweit etwa 10 cm.
Um 1990 wurde das Höhennetz auf etwa 50 km Maschenweite verdichtet, um einige Staaten erweitert und in das heutige United European Levelling Net (UELN) übergeführt.